# Шумска поточница
Шумска поточница (шумски незаборавак, поточница поземљуша) je биљна врста из рода поточница или плавомиља, породица боражиновки. Распрострањена је по Европи, Азији и источној Африци.
То је двогодишња биљка која нарасте до 30 цм, плавих ситних цветића, понекaд ружичастих или белих. Стабљика је усправна, разграната и прекривена длачицама. Плод је сићушан, од 1.5 до 2 мм, сјајан и црносмеђ. Поданак је хоризонталан и витак. Расте по листопадним мешовитим шумама.

## Подврсте
- Myosotis sylvatica subsp. cyanea (Boiss. & Heldr.) Vestergren
- Myosotis sylvatica subsp. elongata (Strobl) Grau
- Myosotis sylvatica subsp. pseudovariabilis (M. Pop.) Petrovsky
- Myosotis sylvatica subsp. subarvensis Grau
- Myosotis sylvatica subsp. sylvatica